# Palazzo Giorgioli
Palazzo Giorgioli è un palazzo situato a Roma, in Via Cavour, nel centrale Rione Monti, costruito tra il 1883 e il 1888 ad opera di Carlo Maria Busiri Vici per conto di Benedetto Giorgioli.
Giorgioli era un appaltatore edile, già proprietario di immobili in questo luogo. Il tracciamento di Via Cavour, voluta dal nuovo regno d'Italia come asse di collegamento tra la stazione Termini e i Fori imperiali e realizzata a partire dal 1880, fu occasione di grandi operazioni edilizie e immobiliari. Se si percorre la strada si possono leggere ancora oggi, sui portoni di molti palazzi, gli anni di costruzione, che si situano tra il 1884 e gli anni 10 del '900. Il terreno era costituito da una valle piuttosto ripida e dislivellata - che era poi la valle della Suburra. Via Cavour, che doveva anche creare e mantenere una pendenza regolare per superare il dislivello tra la cima del Viminale e la valle dei Fori, nacque perciò come una sorta di enorme terrapieno, rispetto al quale le strade antiche - come via Urbana o via in Selci - finirono per infossarsi o, come nel caso della piazza di S. Francesco di Paola, per essere issate su terrapieni e sostruzioni.
Ai lati del tracciato della nuova via sorsero poi, come una quinta teatrale, grandi condomini destinati alla piccola borghesia impiegatizia, mentre il tessuto edilizio e urbanistico retrostante mantenne in generale le proprie caratteristiche stratificatesi nei secoli.
Palazzo Giorgioli è un esempio tipico di questa edilizia protoumbertina, sia dal punto di vista funzionale - immobile destinato sin dall'inizio per locali commerciali al piano terreno, e sopra in abitazioni in affitto non prive di pretese - che estetico, con il prospetto monumentalizzato da grandi colonne e bugnato in cemento su via Cavour, la via principale e nuova, la conservazione della lapide in memoria del tracciamento della seicentesca via Zonca, sull'angolo, e la assoluta modestia della facciata verso la via di S. Maria Maggiore, che era poi la strada storica che congiungeva la basilica liberiana alla Suburra, e veniva ora tagliata a sghimbescio dalla nuova strada.